# 천안 시티 FC U-18
천안 시티 FC U-18은 천안 시티 FC의 18세 이하 유스팀이다.
2023년 천안시청 축구단이 프로화를 하면서 2022년 12윌에 천안공업고등학교와의 협약을 통해 U-18팀을 창단하였다. kfajoin에 등록된 팀 분류 기준으로 학원팀이 아닌 under-18팀으로 분류되는 것으로 보아 일반적인 학교 축구부가 아닌 학교 축구부원으로 구성된 유소년 클럽팀으로 운영될 것으로 보인다.

## 같이 보기
- 천안 시티 FC
- 천안공업고등학교